# Luysterborg

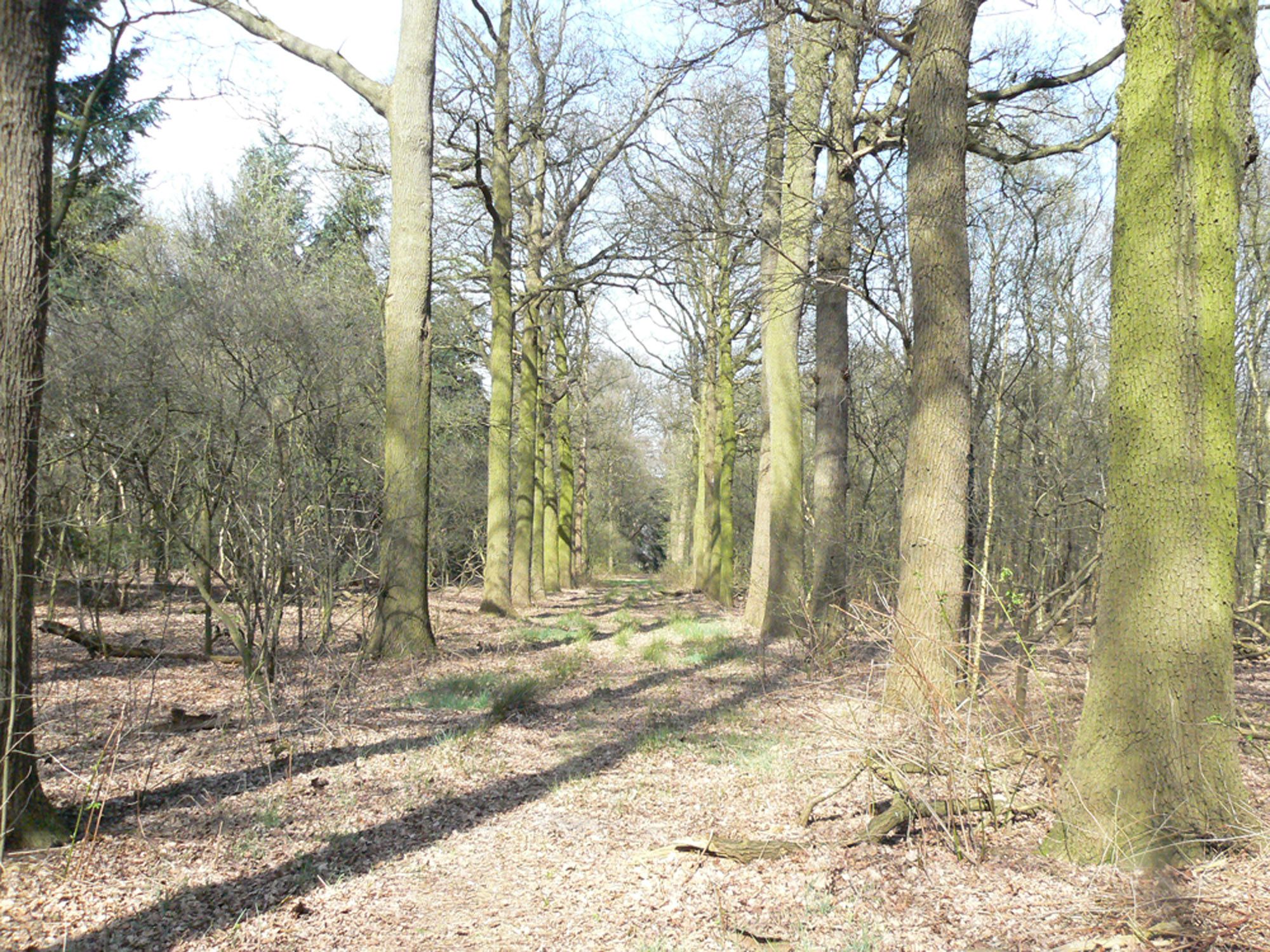
Gemengd bos

Het domein Luysterborg is gelegen in het noorden van Beerse in de Vossenbrugstraat. Het gebied van 26 ha groot wordt gekenmerkt door een kunstmatig vennetje en een gemengd bos: eik, beuk, grove den met een struiklaag van berk, lijsterbes, vuilboom. Tot de bodemvegetatie behoren bramen, varens, blauwe bosbes, smele en pijpenstrootje. Verschillende knaagdieren, amfibieën en insecten zijn er goed vertegenwoordigd.
Het gebied wordt beheerd door het Agentschap voor Natuur en Bos van het Vlaams Gewest.

## Geschiedenis
Het domein werd reeds vermeld in 1294 als "Lusterborck". In 1311 gaf Jan II van Brabant het noordelijk deel van Beerse aan de Sint-Michielsabdij. In 1782 werden de Gasthuiszusters van Turnhout eigenaar. 